# Аманкул Абільхан Бекмуратович
Абільхан Бекмуратули Аманкул (каз. Әбілхан Бекмұратұлы Аманқұл; нар. 29 липня 1997, Тараз, Казахстан) — казахський боксер, призер чемпіонатів світу та Азії і Азійських ігор.

## Аматорська кар'єра
2017 року Абільхан Аманкул зайняв третє місце на чемпіонаті Азії, програвши у півфіналі Ісроїлу Мадримову (Узбекистан) — 0-5.
На чемпіонаті світу 2017 року виборов срібну медаль.
- В 1/16 фіналу переміг Кемпбелла Саммервілль (Австралія) — 5-0
- В 1/8 фіналу переміг Сільвіо Шерле (Німеччина) — 5-0
- У чвертьфіналі переміг олімпійського чемпіона 2016, чемпіона світу та Панамериканських ігор Арлена Лопеса (Куба) — 3-2
- У півфіналі переміг Камрана Шахсуварлі (Азербайджан) — 4-1
- У фіналі програв Олександру Хижняку (Україна) — 0-5

На Азійських іграх 2018 року Абільхан Аманкул, здобувши три перемоги, вийшов до фіналу, в якому знов програв Ісроїлу Мадримову — 2-3 та отримав срібну медаль.